# Кярпясенсаари
Кярпясенсаари (карел. Kärpäsensaari) — небольшой остров в Ладожском озере. Относится к группе Западных Ладожских шхер. Принадлежит Лахденпохскому району Карелии, Россия.

## География
Длина острова составляет 4,23 км, ширина — 2 км. Вытянут с запада на восток. Остров расположен на северо-востоке от полуострова Калксало и на юге от острова Кухка. Остров входит в охранную зону природного парка «Ладожские шхеры».
К северу от Кярпясенсаари лежит превосходящий его по размерам остров Кухка, отнесённый к буферной зоне парка, к югу — несколько более мелких островов (Сависалонсаари, Руокосалонсаари, Миеккасаари и др.), входящих в заповедную зону, к востоку — также более мелкие острова (Каувонсаари, Кюнсаари), относящиеся к охранной зоне парка.
Остров почти весь покрыт лесами. Среди древесной растительности преобладает сосна обыкновенная.